# 小田駅 (岡山県)

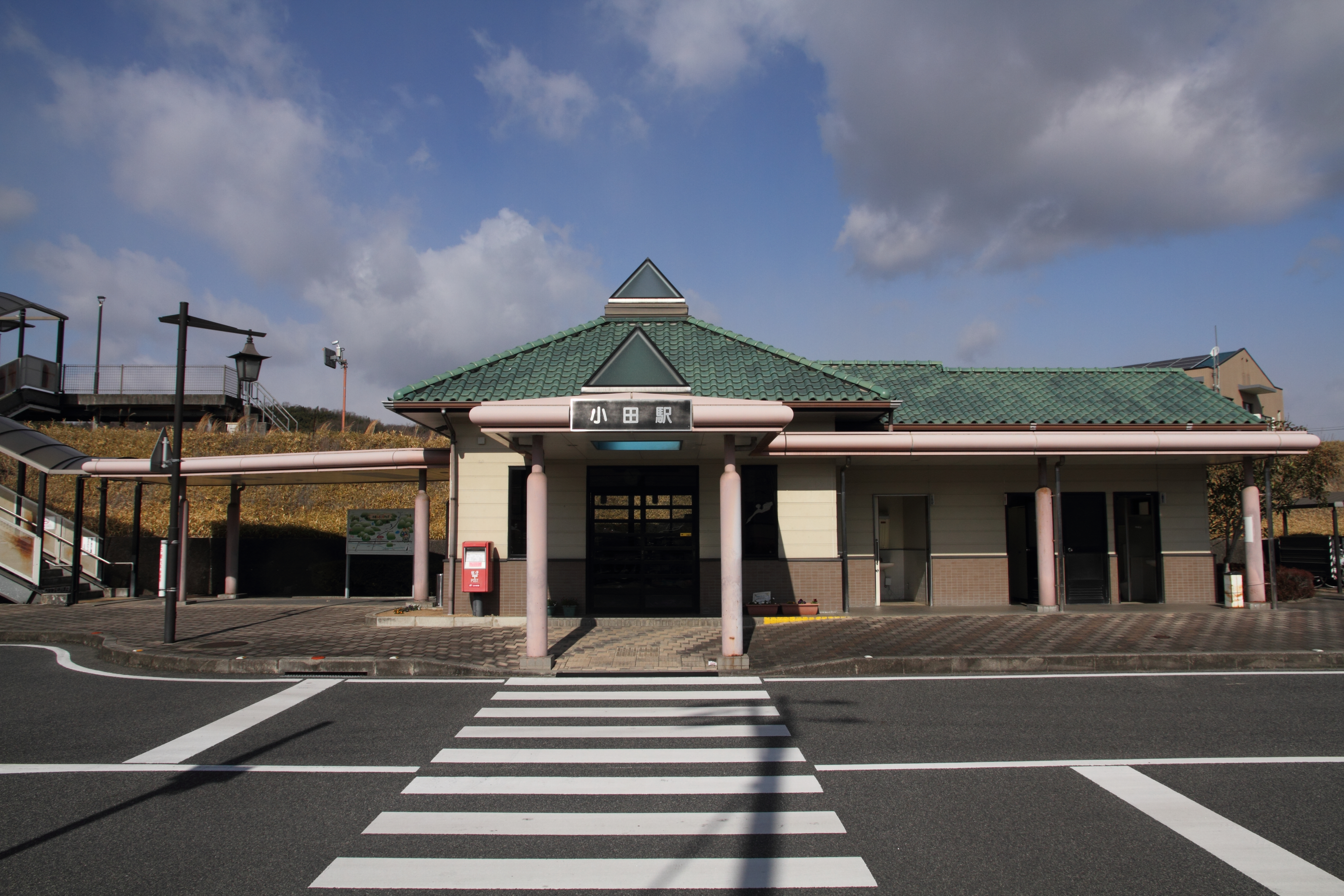
駅舎（2022年2月）

小田駅（おだえき）は、岡山県小田郡矢掛町小田にある、井原鉄道井原線の駅。

## 歴史
駅は旧・井笠鉄道矢掛線の備中小田駅東部に設置された。

### 年表
- 1999年（平成11年）1月11日：井原線開業と同時に設置[1]。

## 駅構造
神辺方面に向かって左側に単式ホーム1面1線を有する築堤上の高架駅（停留所）。ホーム下の南東寄りに駅舎があるが、窓口はレンタサイクルの事務所となっており、出札業務は行われていない。また、自動券売機も設置されておらず、ホームへも駅舎を介さず出入り可能である。

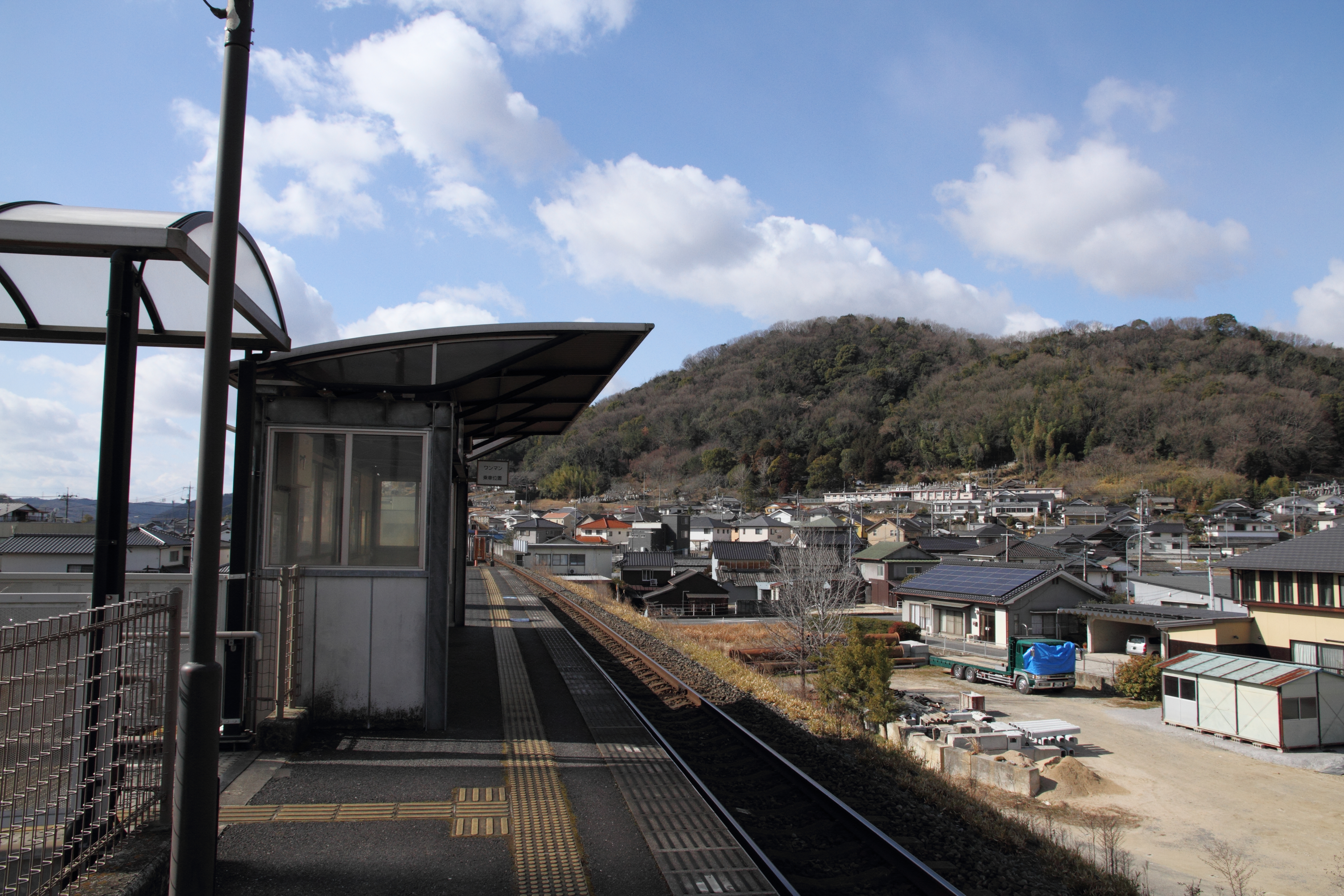
構内（2022年2月）

## 利用状況
| 1日乗降人員推移 | 1日乗降人員推移 |
| 年度            | 1日平均人数     |
| --------------- | --------------- |
| 2018年          | 100             |

## 駅周辺
駅の南西一帯は旧山陽道の面影を残す静かな町並で、古い洋風建築が散見される。なお、駅前広場には当地出身の室町時代の歌人・正徹の顕彰碑がある。
- 笠岡市矢掛町中学校組合立小北中学校
- 矢掛町立小田小学校
- 笠岡市立北川小学校
- 小田郵便局
- 国道486号
- 岡山県道48号笠岡美星線
- 県営広域営農団地農道備中西部地区（星の里街道）
- 宇内ホタル公園 - 駅名標に同公園のホタルがイラストとして描かれている[1]。
- ニシナフードバスケット矢掛小田店
- ダイヤクリーニング
- ミーツ（100円ショップ）
- セブン-イレブン矢掛小田店

### バス路線
国道486号沿いに井笠バスカンパニーの「小田東」停留所がある。
- 凡例
  - ■ 井笠バスカンパニー

| のりば                                           | 路線名      | 行先・方面など                                     | 備考         |
| ------------------------------------------------ | ----------- | -------------------------------------------------- | ------------ |
| 小田東町交差点東側（東行） （セブン-イレブン前） | ■笠岡矢掛線 | 東川面・井原線矢掛駅・矢掛（小林）                 |              |
| 小田東町交差点西側（西行）                       | ■笠岡矢掛線 | 新山・吉田・追分・笠高入口・笠岡駅前               |              |
| 小田東町交差点西側（西行）                       | ■笠岡矢掛線 | 新山・吉田・追分・笠高入口・笠岡駅前・笠岡市民病院 | 平日のみ運行 |

## その他
- パークアンドライド用に、駅前に24台分の駐車場がある。

## 隣の駅
井原鉄道
■井原線
矢掛駅 - 小田駅 - 早雲の里荏原駅